# 埃及國家鐵路
埃及國家鐵路（阿拉伯语：‎）是埃及的鐵路運輸系統，現由半國營的埃及鐵路局（‎）管理。總部位於開羅。

## 主要車站

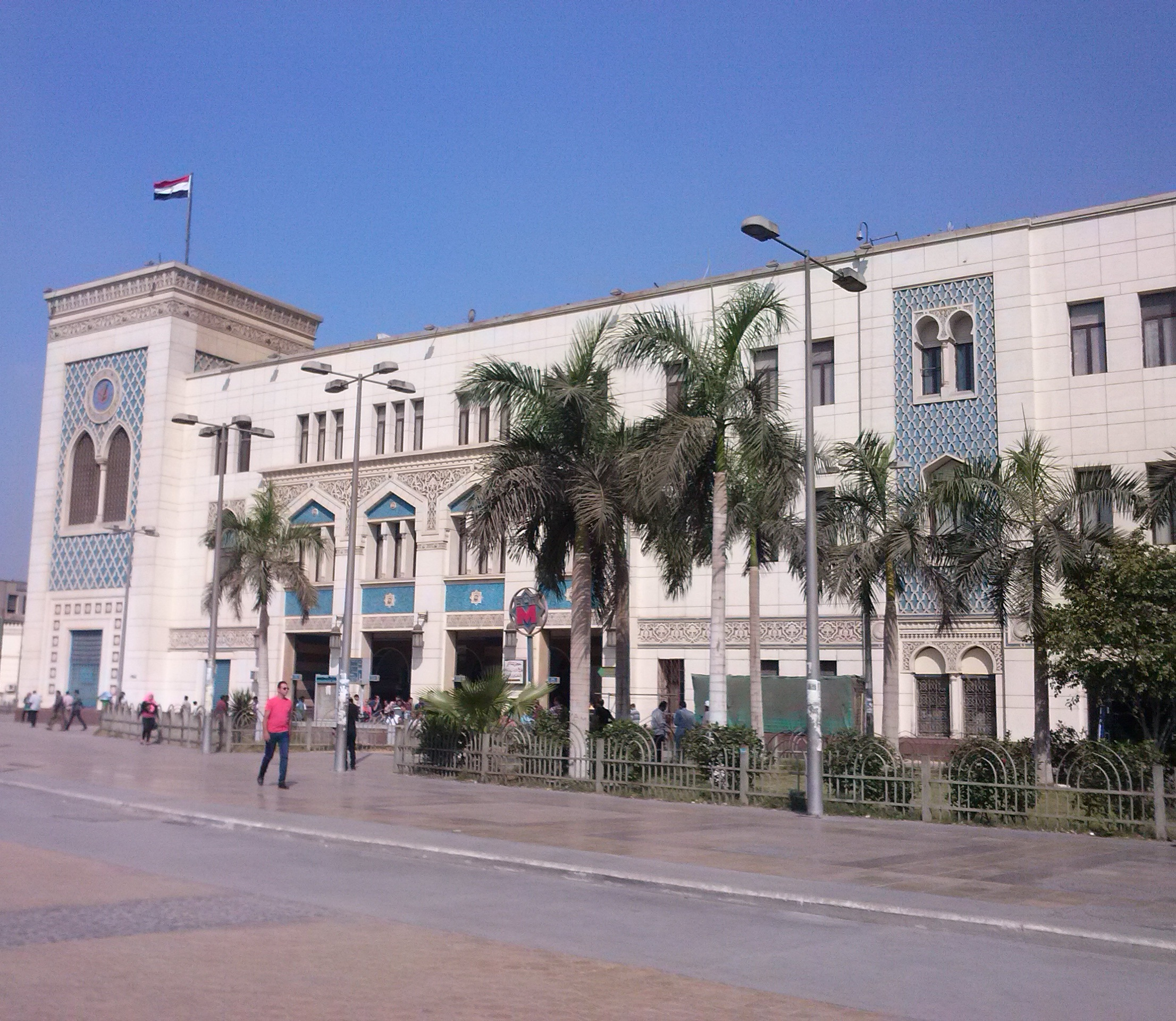
開羅拉美西斯車站
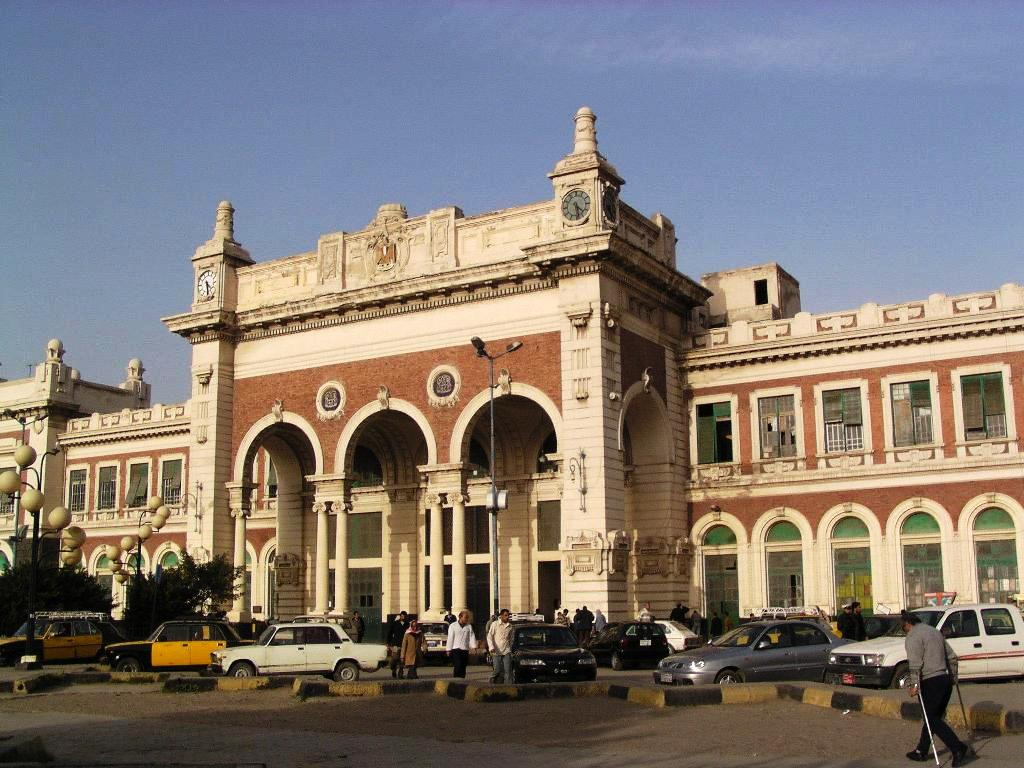
亞歷山卓車站
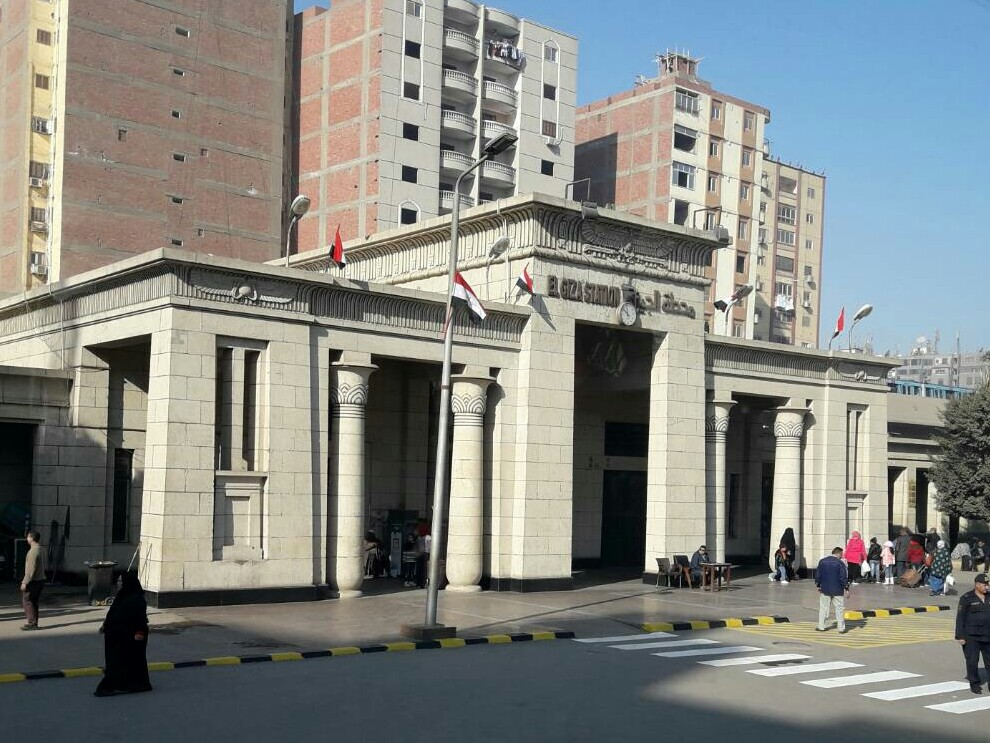
吉薩車站
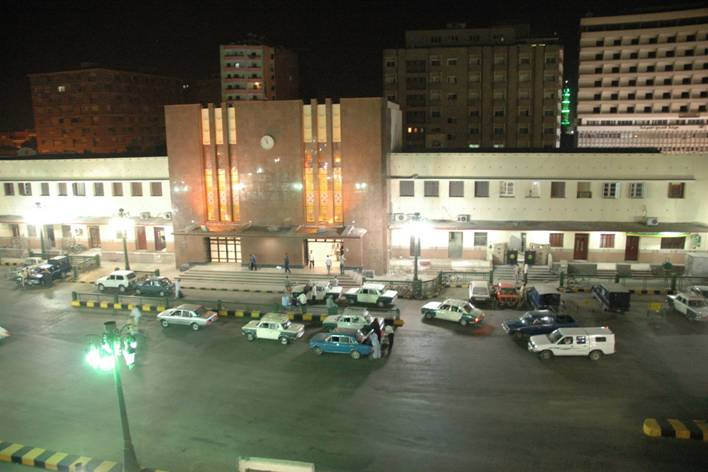
艾斯尤特車站
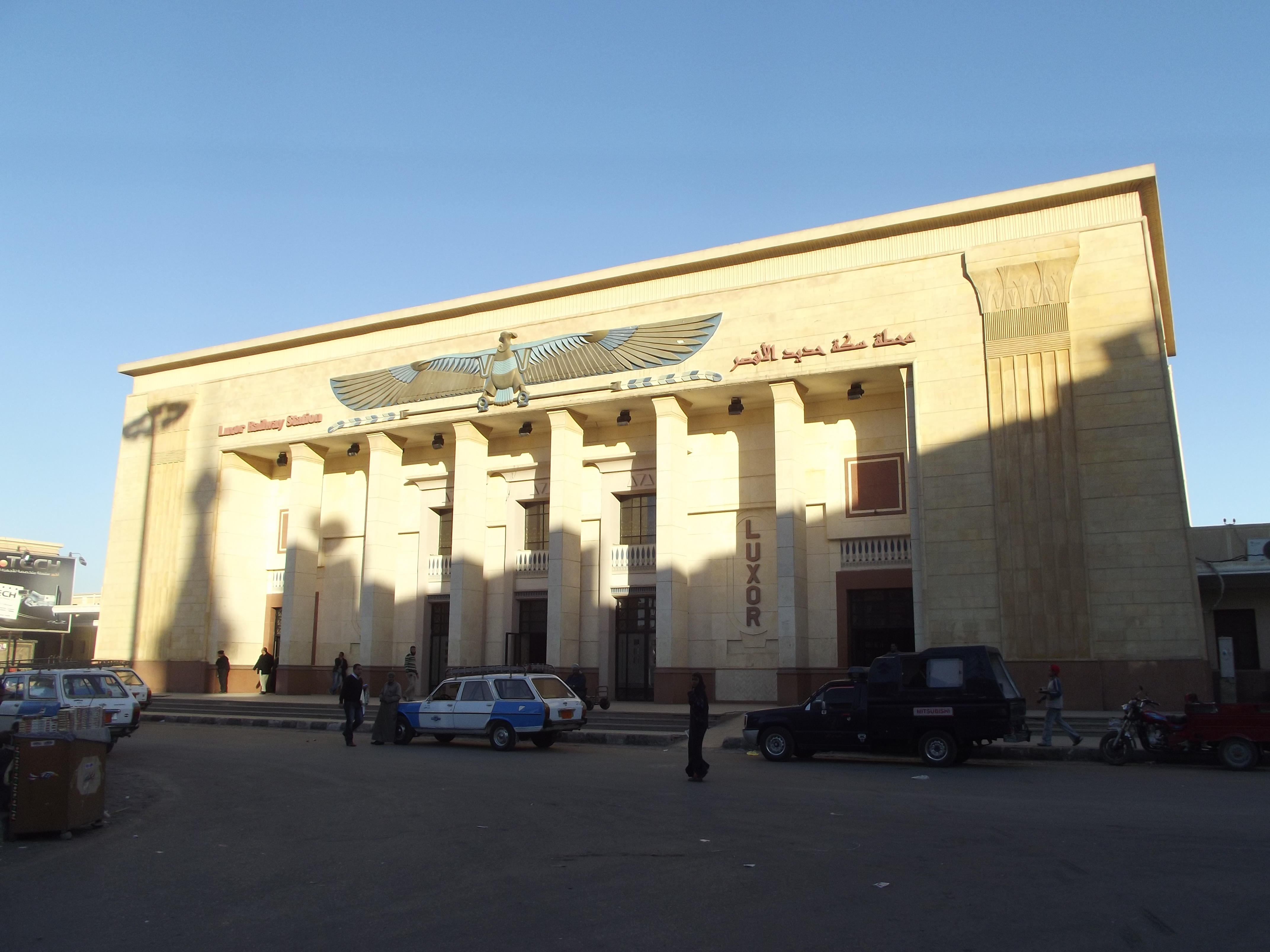
盧克索車站
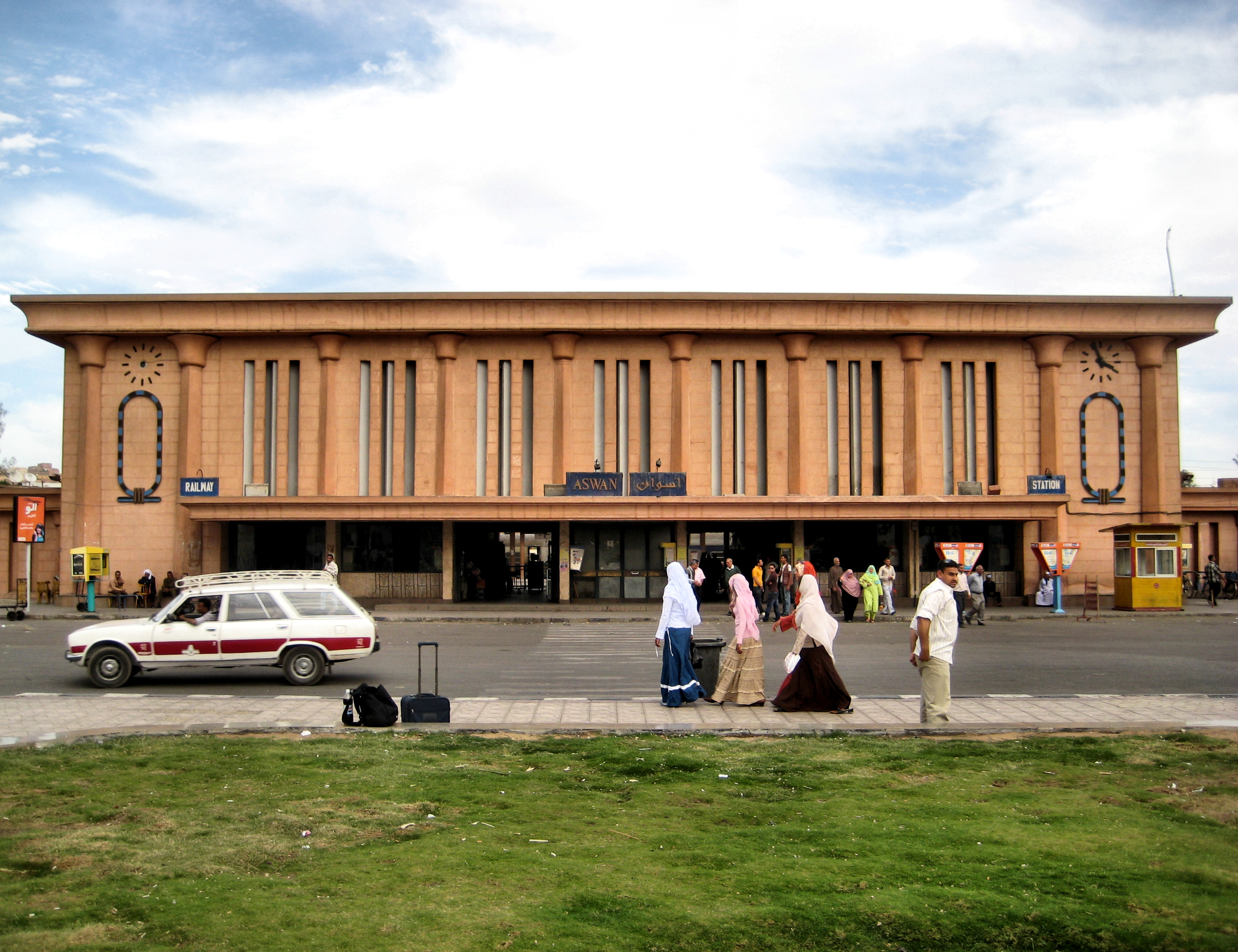
亞斯文車站

## 外部連結
- Official website of the Egyptian Railways（页面存档备份，存于）